# Lubomír Jedek
Lubomír Jedek (ur. 21 czerwca 1962 w Gottwaldovie) – czeski żużlowiec, występujący również na długim torze i na trawie.

## Życiorys
Dwukrotny medalista młodzieżowych indywidualnych mistrzostw Czechosłowacji: srebrny (1982) oraz brązowy (1983). Dwukrotny srebrny medalista indywidualnych mistrzostw Czechosłowacji (1986, 1991). Trzykrotny medalista mistrzostw Czechosłowacji par klubowych: dwukrotnie złoty (1986, 1989) oraz brązowy (1991).
Finalista indywidualnych mistrzostw świata juniorów (Slaný 1981 – IX miejsce). Wielokrotny reprezentant Czechosłowacji w eliminacjach indywidualnych mistrzostw świata (najlepszy wynik: Równe 1984 – IX miejsce w finale kontynentalnym). Finalista indywidualnych mistrzostw świata na długim torze (Mühldorf 1987 – X miejsce).
Zdobywca II miejsca w memoriale Alfreda Smoczyka (Leszno 1987). Zdobywca III miejsca w memoriale Bronisława Idzikowskiego i Marka Czernego (Częstochowa 1990).
Poza startami w lidze czeskiej, startował również w lidze polskiej, w barwach klubów Unia Tarnów (1990–1991) oraz GKM Grudziądz (1992).